# Matthew Scott (rugby à XIII)

a Compétitions nationales et continentales officielles uniquement.

b Matchs officiels uniquement.
Matthew Scott, né le 30 juillet 1985 à Longreach (Australie), est un joueur australien de rugby à XIII évoluant au poste de pilier. Il fait ses débuts professionnels en National Rugby League avec la franchise de North Queensland Cowboys en 2004, franchise à laquelle il est resté fidèle. Ses performances au North Queensland l'emmènent à prendre part au State of Origin depuis 2006 et en équipe d'Australie à partir de 2010, participant avec cette dernière la Coupe du monde 2013.

## Palmarès
- Collectif :
  - Vainqueur de la Coupe du monde : 2013 (Australie).
  - Vainqueur du Tournoi des Quatre Nations : 2011 et 2016 (Australie).
  - Vainqueur de la National Rugby League : 2015 (North Queensland).
  - Finaliste du Tournoi des Quatre Nations : 2010 (Australie).
  - Finaliste de la National Rugby League : 2005 et 2017 (North Queensland).

- Individuel :
  - Meilleur pilier de la National Rugby League : 2011 (North Queensland).

## Détails en club
| Saison | Club             | Compétition           | Matchs | Points | Essais | Goals | Drops |
| ------ | ---------------- | --------------------- | ------ | ------ | ------ | ----- | ----- |
| 2004   | North Queensland | National Rugby League | 1      | -      | -      | -     | -     |
| 2005   | North Queensland | National Rugby League | 3      | -      | -      | -     | -     |
| 2006   | North Queensland | National Rugby League | 22     | 8      | 2      | -     | -     |
| 2007   | North Queensland | National Rugby League | 23     | 4      | 1      | -     | -     |
| 2008   | North Queensland | National Rugby League | 6      | 4      | 1      | -     | -     |
| 2009   | North Queensland | National Rugby League | 23     | 4      | 1      | -     | -     |
| 2010   | North Queensland | National Rugby League | 23     | 4      | 1      | -     | -     |
| 2011   | North Queensland | National Rugby League | 22     | -      | -      | -     | -     |
| 2012   | North Queensland | National Rugby League | 18     | 4      | 1      | -     | -     |
| 2013   | North Queensland | National Rugby League | 22     | -      | -      | -     | -     |
| 2014   | North Queensland | National Rugby League | 20     | 16     | 4      | -     | -     |
| 2015   | North Queensland | National Rugby League | 25     | 12     | 3      | -     | -     |
| 2016   | North Queensland | National Rugby League | 23     | 8      | 2      | -     | -     |
| 2017   | North Queensland | National Rugby League | 2      | 0      | 0      | -     | -     |
| 2018   | North Queensland | National Rugby League | 18     | 4      | 1      | -     | -     |
| 2019   | North Queensland | National Rugby League | 17     | 8      | 2      | -     | -     |